# Jardiniers de Paris au XVIIIe siècle

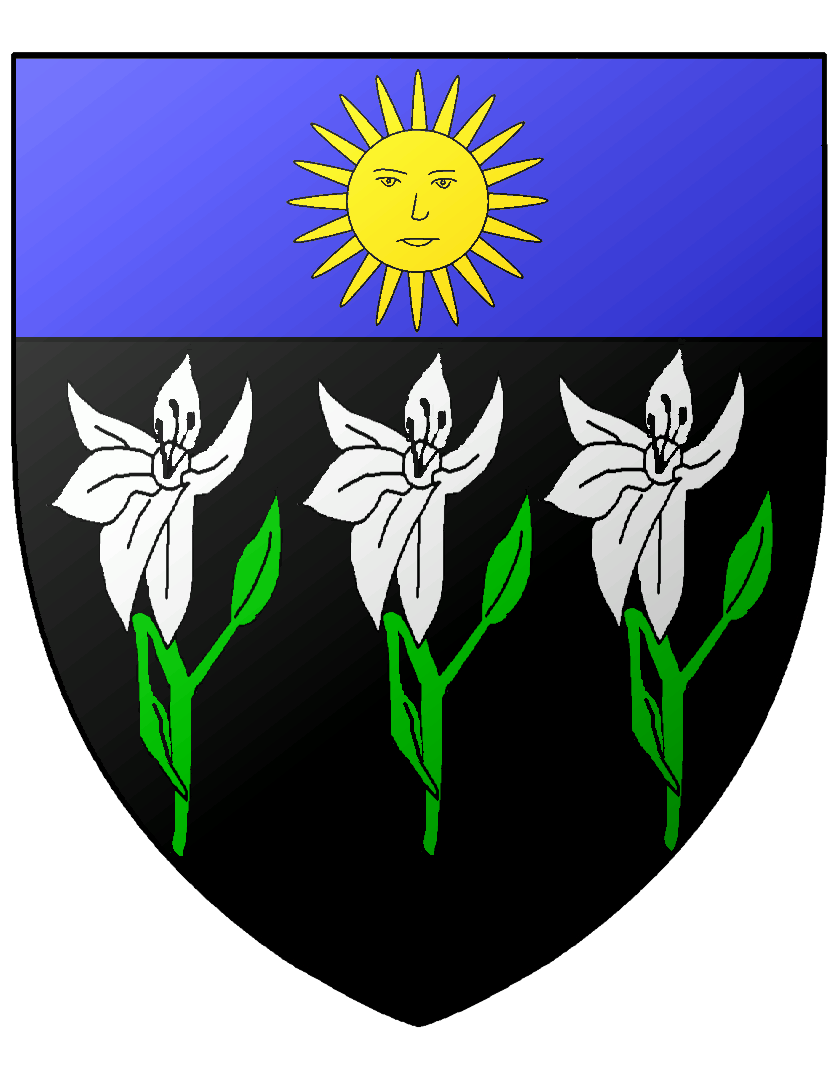
Blason des jardiniers de Paris

Les jardiniers(-maraîchers) de Paris cultivaient des terrains « en marais » (d'où le nom de maraîchers) pour produire des denrées (fruits et légumes) qu'ils vendaient aux halles, à des emplacements qui leur étaient réservés. Situés dans les faubourgs, ces terrains qu'ils avaient assainis devaient être régulièrement amendés avec des boues qu'ils prélevaient dans les voiries.
Ils étaient organisés en communauté, avec des maîtres, des compagnons et des apprentis, régie par des jurés dont les prérogatives s'exerçaient sur la ville, ses faubourgs et sa banlieue.
À l'origine, paysans des régions d'Île-de-France ou de sa proximité (Picardie, Normandie, Brie et vallée de l'Yonne notamment) ou vignerons des communes avoisinant Paris, ils étaient venus s'établir sur Paris en y achetant des terrains ou en les louant à bail à des propriétaires bourgeois, à des congrégations ou aux fabriques des paroisses. Catégorie sociale parmi les plus pauvres, ils font montre d'une grande solidarité. Les enfants aident leurs parents lesquels contribuent à les établir, de sorte qu'on a pu voir, au cours de ce siècle, s'établir de véritables dynasties de maîtres jardiniers.
Leur extension durant le XVIIIe siècle a été considérable, elle a suivi le développement de la capitale et les a amenés à s'implanter de plus en plus loin du centre. Mouvement qui n'a pas cessé depuis et continue de nos jours.
On comptait, lors de l'abolition des jurandes, en 1776, environ 1200 maîtres jardiniers à Paris.

## Origine
L'organisation formelle d'une communauté des jardiniers-maraîchers de Paris remonte à Louis XI, qui structure les métiers de Paris sous différentes « bannières » probablement pour organiser la défense de la capitale. La cinquantième bannière regroupe alors les jardiniers et les maraîchers. Mais une source précise qu'il y a déjà 6 jardiniers dans le rôle de la taille de 1292 et que les plus anciens statuts de cette communauté sont de 1473, mais qu'elle avait des règlements particuliers datant du XIIe siècle. L’ordonnance de 1473 parle des maîtres-jurés-jardiniers comme d’une communauté depuis longtemps établie. Ces statuts furent publiés, à son de trompe, en 1545 ; Henri III les confirma en 1576, Henri IV, en novembre 1599 et Louis XIV, en 1655.
En 1691, afin de collecter de nouvelles ressources, Louis XIV réforme les communautés de métiers en instituant des charges d'offices pour les jurés. Quatre particuliers non-jardiniers en sont pourvus et les jardiniers, mécontents de leur administration, mettront plusieurs années (1697) pour revenir aux anciens statuts. Ils devront néanmoins rembourser les particuliers en question et acquérir les offices d'auditeurs - examinateurs des comptes au nom de la communauté pour la modique somme de 4000 livres.
Bien qu'à l'origine, ils cultivent des terres en marais qui les font nommer maraîchers, ils se disent presque toujours jardiniers.
On parlerait aujourd'hui de corporation, mais ce terme n'apparait que dans la seconde moitié du XVIIIe siècle et c'est le terme de « communauté des jardiniers » qui est utilisé dans les statuts de la profession.

## Organisation et statuts
La communauté est structurée en maîtres, compagnons et apprentis. Le temps d'apprentissage est de 4 ans et un compagnon ne peut prétendre passer maître qu'après 2 ans de service chez un maître.
Quatre maîtres jurés sont chargés de faire respecter le règlement, de s'enquérir des bonnes mœurs des candidats et de valider le chef-d’œuvre. Les enfants de maîtres sont dispensés du chef-d’œuvre.
Le rôle des femmes y est évoqué : les veuves des maîtres jouissent des mêmes droits que leurs défunts maris « tant qu'elles se contiendront en viduité » mais pas si elles se remarient.
Une veuve peut même poursuivre la formation des apprentis à condition qu'elle « se mêle du métier » ou qu'elle se remarie à un autre jardinier.
En pratique les femmes travaillant aussi, les jardiniers épousent des filles de jardiniers et on constate une forte homogamie (de métier).
Les statuts prévoient une contribution annuelle pour la confrérie - généralement la confrérie de saint Fiacre de la paroisse - qui est plus élevée pour les maîtres que pour les apprentis.
Quatre jurés sont élus par les maîtres. Ils représentent la communauté dans les actions de justice et surtout sont chargés de visiter les exploitations afin de vérifier les bonnes pratiques, en particulier la qualité du fumier utilisé, ainsi que le bon état des marchandises, notamment des denrées amenées par des bourgeois autorisés certains jours de halles. Leurs prérogatives s’étend aux faubourgs et à la banlieue, ce qui occasionne nombre de conflits avec des jardiniers des communes voisines.
En abolissant les jurandes en mars 1776, Turgot mettait une fin formelle à la communauté des jardiniers, car elle ne fut pas réorganisée par l'édit d’août 1776 préparé par Clugny de Nuits, rétablissant les six corps de marchands et quarante-quatre communautés d’arts. Une vingtaine de professions dont celle de jardinier furent laissées libres afin, précise l'édit royal, « qu’elles soient une ressource ouverte à la partie la plus indigente de nos sujets ».

## Privilèges et règlements
Les quatre maîtres jurés chargés de faire appliquer les règlements contrôlaient les emplacements aux halles, et la qualité des denrées  mises à la vente, mais surtout, ils devaient visiter deux fois l'an les exploitations (contre rétribution d'un droit de visite) et, notamment, s'assurer de la qualité des fumures (exclusion du fumier de porc et de boues de Paris trop fraîches) ainsi que de l'absence de stockage des produits frais.
Ils représentaient la communauté dans les actions en justice, notamment contre des compagnons indélicats ou des paysans de banlieue qui enfreignaient leur privilège d'exclusivité en refusant d'être visités.
Ils percevaient les impôts dus par les maîtres jardiniers, percevaient aussi les droits destinés aux confréries et lors de l’institution de nouveaux offices ou de leurs augmentations (comme pour les inspecteurs-contrôleurs des comptes en 1758), ils répartissaient la dette de la communauté entre ses membres et se chargeaient de recueillir les fonds.
Au cours du temps les privilèges dont avait été dotée la communauté se sont amenuisés. Emplacements réservés et exclusivité pour les maîtres ont progressivement fait place à des exceptions pour les compagnons puis aux bourgeois acceptant les visites puis certains jours aux bourgeois possédant jardin.
L'affaire des boues :
Les nourrisseurs de bestiaux et les bouchers ayant l'exclusivité du pacage sur la région parisienne, les jardiniers  ne pouvaient pas élever d'animaux pour obtenir la fumure nécessaire à une culture relativement intensive comme aurait pu le faire n'importe quel paysan de province ; en contrepartie l'usage leur avait donné le droit de prélever gratuitement les boues de Paris stockées dans les voiries (enclos où on accumulait les ordures des rues de la ville).
Lorsqu'en 1773 le lieutenant général de police de Paris, Antoine de Sartine, dans un but d'assainissement, décida de mettre l’enlèvement de ces boues en adjudication, les entrepreneurs responsables firent payer un droit d’enlèvement aux laboureurs et jardiniers de banlieue et de nombreuses contestations s'élevèrent, au point d'être rapportées dans les fameux cahiers de doléances.

## Implantation

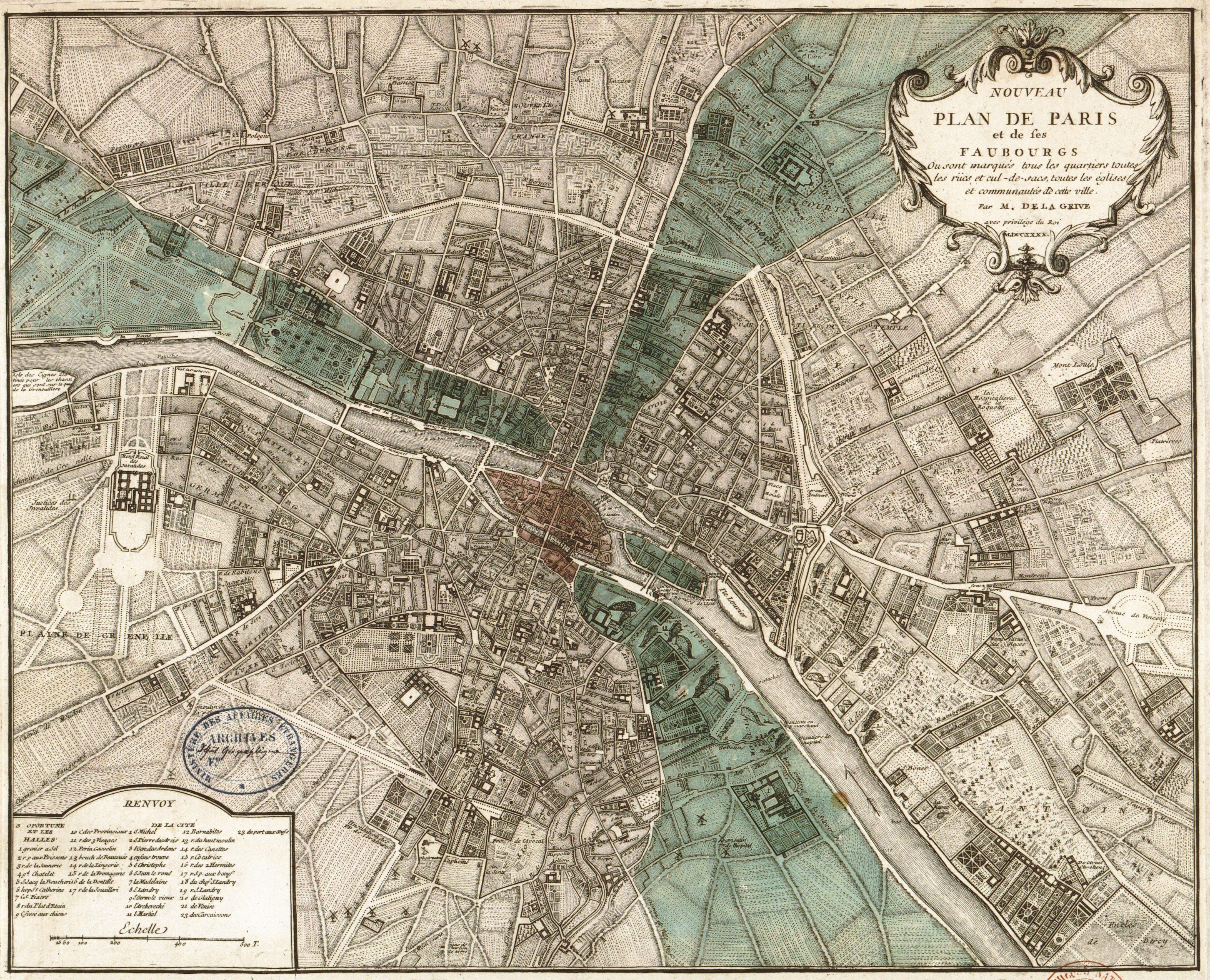
Paris en 1740

Les terrains qu'ils exploitent se situent principalement au-delà des boulevards et des fossés de l'enceinte de Paris, dans les faubourgs. La proximité des halles est recherchée avec des quartiers de la rive droite : des Porcherons à la Courtille en passant par la Nouvelle France, les faubourgs Montmartre, Saint Denis, Saint Martin et du Temple.
Par la suite ils s'étendront à l'ouest au quartier de la Ville l’Évêque et au faubourg du Roule et à l'est au faubourg Saint-Antoine avec notamment le Pont-aux-Choux, Pincourt, la rue de Charenton à la barrière de Rambouillet puis jusqu'à Bercy et la Vallée de Fécamp. Sur la rive gauche c'est au faubourg Saint-Victor puis Saint-Marceau (Saint-Marcel) qu'on les trouve et, plus tard encore, ils s'implanteront rue de Sève (de Sèvres), au quartier du Gros-Caillou, à Vaugirard ou dans la plaine de Grenelle.
Nombre de lieux en ont gardé le souvenir par le nom des rues comme rue du Chemin Vert, des Amandiers, des Vignes, des Vignoles, des Jardiniers, du Pont-aux-Choux ou des Petits Champs par exemple.

## Cultures et matériel
Les inventaires dressés aux décès de jardiniers, permettent de connaître les produits cultivés et le matériel nécessaire à ces cultures.
On y trouve toutes sortes de légumes selon les saisons : concombres, potirons, melons, poirées, épinards, laitues, romaines, chicorées, mâche, pourpier, artichauts, cardons, oignons, poireaux, choux, choux-fleurs, panais, carottes, céleris, raves, haricots, fèves et pois ; et des aromates : cerfeuil, persil, oseille, estragon, ciboule.
En outre ils cultivent aussi des arbres fruitiers : pommiers, poiriers, abricotiers, pêchers, pruniers, noyers et figuiers ; mais aussi de la vigne, souvent plusieurs centaines de pieds de bourdelet, dont les grappes étaient le plus souvent pressées pour obtenir du verjus.
Dans certains jardins, des sureaux ou des mûriers sont aussi présents ainsi que des arbustes à fleurs : grenadiers, lauriers, jasmins, seringats et rosiers. L'hiver, on ne néglige pas quelques meules de champignons.
Outre des puits avec leurs poulies et un système d'irrigation sommaire de gouttières et de tonneaux, ils utilisent des arrosoirs (toujours par paires), des hottes à fumiers et leurs chargeoirs, des paillassons, des fourches, griffes, crocs, bêches, pelles et "ratissoires", tandis que des paniers, mannes, manettes et clayons servent pour la manutention. Ils possèdent parfois un vieux cheval et sa charrette.
Ces inventaires montrent aussi qu'ils récoltent les graines nécessaires à leurs cultures et que leur attirail reste rudimentaire. L'essentiel de la préparation du sol consiste en l'épandage de "vieux fumier", ou en la réalisation de couches ou de réchauds. On hâte les cultures en utilisant des murs bien exposés (en costière), ou à l'aide de cloches de verres (souvent plusieurs milliers par terrain).

## Traditions et fêtes
Parmi les traditions, la transmission de l'exploitation est de règle : à l'occasion des mariages, on installe les fils, on dote les filles.
Lorsqu'un jardinier est trop âgé pour exercer ce dur métier, il procède au partage de ses biens entre ses enfants qui lui constituent une rente. Ainsi le métier reste dans la famille : certains contrats de mariage montrent qu'enfants, parents, gendres, oncles tous sont jardiniers !
Comme la plupart des communautés de métiers, les jardiniers ont leur saint patron : saint Fiacre, il est fêté le 30 aout. À cette occasion, les confréries organisaient de grandes festivités : messe chantée, intronisation des nouveaux marguilliers, distribution de pain bénit, recueil des contributions et défilés en ville avec bannière en tête. Le tout se terminant par un repas commun bien arrosé comme on peut imaginer.
Les confréries, dont l'ancien régime a souvent tenté de limiter les prérogatives, se sont développées après la Révolution, elles ont, en quelque sorte, pris le relais des communautés officiellement dissoutes, notamment dans l'organisation des aides aux plus démunis. Elles finiront dans la suite par faire place aux syndicats professionnels agricoles.
Ces festivités ne furent pas toujours du goût de l'Église, au siècle suivant en 1840, le curé d'Issy dans une note à son évêque, résume la messe : « cependant, sauf l'absence complète de piété, tout ce passa bien ». Il décrit le déroulement :
« Après la messe on porta des bouquets et des brioches, bannière en tête, musique de régiment, à travers tout le village. L'on ne vint pas à vêpres et l'on passa la nuit au cabaret, hommes et femmes car chacun a sa chacune, c'est de rigueur.... La veille et le matin de leur fête, le clocher est à eux ; ils sonnent sans relâche. »